# Branžež
Branžež (německy Branschesch) je obec v okrese Mladá Boleslav ve Středočeském kraji. Rozkládá se sedmnáct kilometrů severovýchodně od Mladé Boleslavi a sedm kilometrů východně od města Mnichovo Hradiště. Žije zde 280 obyvatel.

## Název
Název vesnice byl odvozen přivlastňovací příponou z osobního jména Branžeh. V historických pramenech se název vesnice objevuje ve tvarech Branziz (1388), Branzez (1397, 1561), Branzess (1401), v Branzezi“ (1457), „doluo k brańzezi, vez Branziz“ (1555), Branžież (1604), k Branžežy – z Branžiezie – „ve vsi Branžiežy“ (1617, 1654), Branschesch (1790) a Branžež (1834).

## Historie
První písemná zmínka o obci pochází z roku 1388. V roce 1951 byl nucen se do obce přestěhovat brigádní generál František Slunečko a pobýval tam až do šedesátých let 20. století.

## Přírodní poměry
Okolí Branžeže a Komárovského rybníka je z geologického hlediska charakterizováno výskytem křemenných pískovců a rašeliny. V této lokalitě se nachází minerál vivianit, který na vzduchu modrá.

## Obyvatelstvo
| Rok            | 1869 | 1880 | 1890 | 1900 | 1910 | 1921 | 1930 | 1950 | 1961 | 1970 | 1980 | 1991 | 2001 | 2011 | 2021 |
| -------------- | ---- | ---- | ---- | ---- | ---- | ---- | ---- | ---- | ---- | ---- | ---- | ---- | ---- | ---- | ---- |
| Počet obyvatel | 185  | 208  | 193  | 184  | 188  | 165  | 190  | 130  | 145  | 113  | 101  | 70   | 84   | 82   | 94   |
| Počet domů     | 30   | 32   | 32   | 31   | 32   | 32   | 37   | 39   | 91   | 34   | 34   | 45   | 47   | 52   | 52   |

## Obecní správa

### Územněsprávní začlenění
Dějiny územněsprávního začleňování zahrnují období od roku 1850 do současnosti. V chronologickém přehledu je uvedena územně administrativní příslušnost obce v roce, kdy ke změně došlo:
- 1850 země česká, kraj Jičín, politický okres Mladá Boleslav, soudní okres Mnichovo Hradiště[9]
- 1855 země česká, kraj Mladá Boleslav, soudní okres Mnichovo Hradiště[9]
- 1868 země česká, politický i soudní okres Mnichovo Hradiště[9]
- 1939 země česká, Oberlandrat Jičín, politický i soudní okres Mnichovo Hradiště[10]
- 1942 země česká, Oberlandrat Praha, politický okres Mladá Boleslav, soudní okres Mnichovo Hradiště[11]
- 1945 země česká, správní i soudní okres Mnichovo Hradiště[12]
- 1949 Liberecký kraj, okres Mnichovo Hradiště[13]
- 1960 Středočeský kraj, okres Mladá Boleslav[14]
- k 1. lednu 1974 Středočeský kraj, okres Mladá Boleslav, obec Kněžmost[15]
- k 24. listopadu 1990 Středočeský kraj, okres Mladá Boleslav[15]

### Části obce
- Branžež
- Nová Ves
- Zakopaná

### Obecní symboly
Znak a vlajka byly obci uděleny rozhodnutím předsedy Poslanecké sněmovny Parlamentu České republiky dne 24. února 2011.

## Pamětihodnosti
- Hradiště Hynšta, archeologické naleziště východně od Mužského
- Přírodní rezervace Příhrazské skály
- Komárovský rybník

## Doprava
Obcí prochází silnice III/2687 Kněžmost – Branžež – Srbsko. Železniční trať ani stanice na území obce ani v její blízkosti nejsou. Obcí projížděly v pracovních dnech května 2011 autobusové linky:
- Mladá Boleslav – Bakov nad Jizerou – Dobšín,Kamenice (čtyři spoje tam i zpět, dopravce TRANSCENTRUM bus)
- Kněžmost – Branžež – Kněžmost, Srbsko (jeden spoj tam i zpět) a Mladá Boleslav – Mnichovo Hradiště – Sobotka (tři spoje tam i zpět, dopravce Dopravní podnik Kněžmost)[17]

## Další fotografie

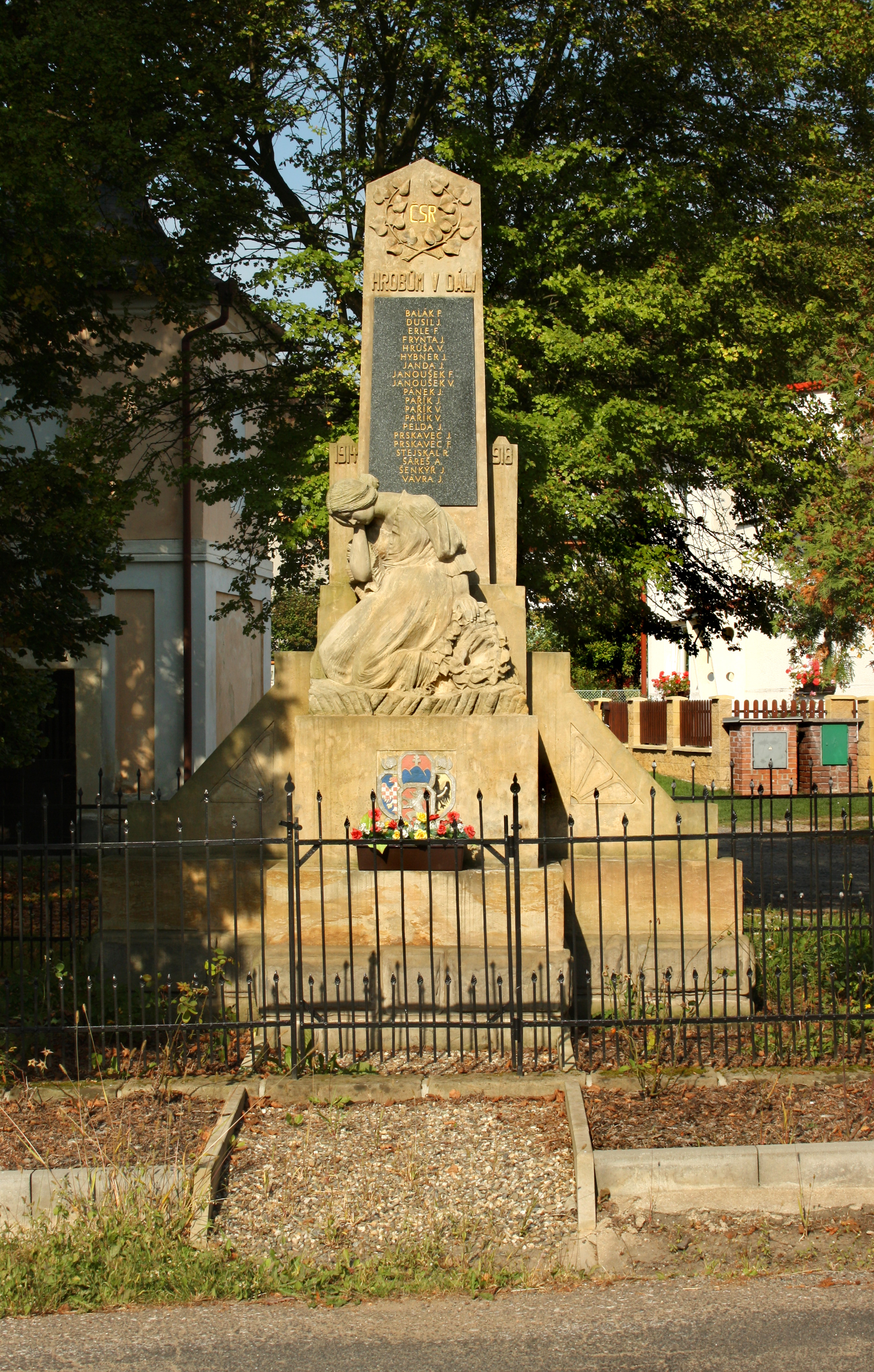
Památník na návsi
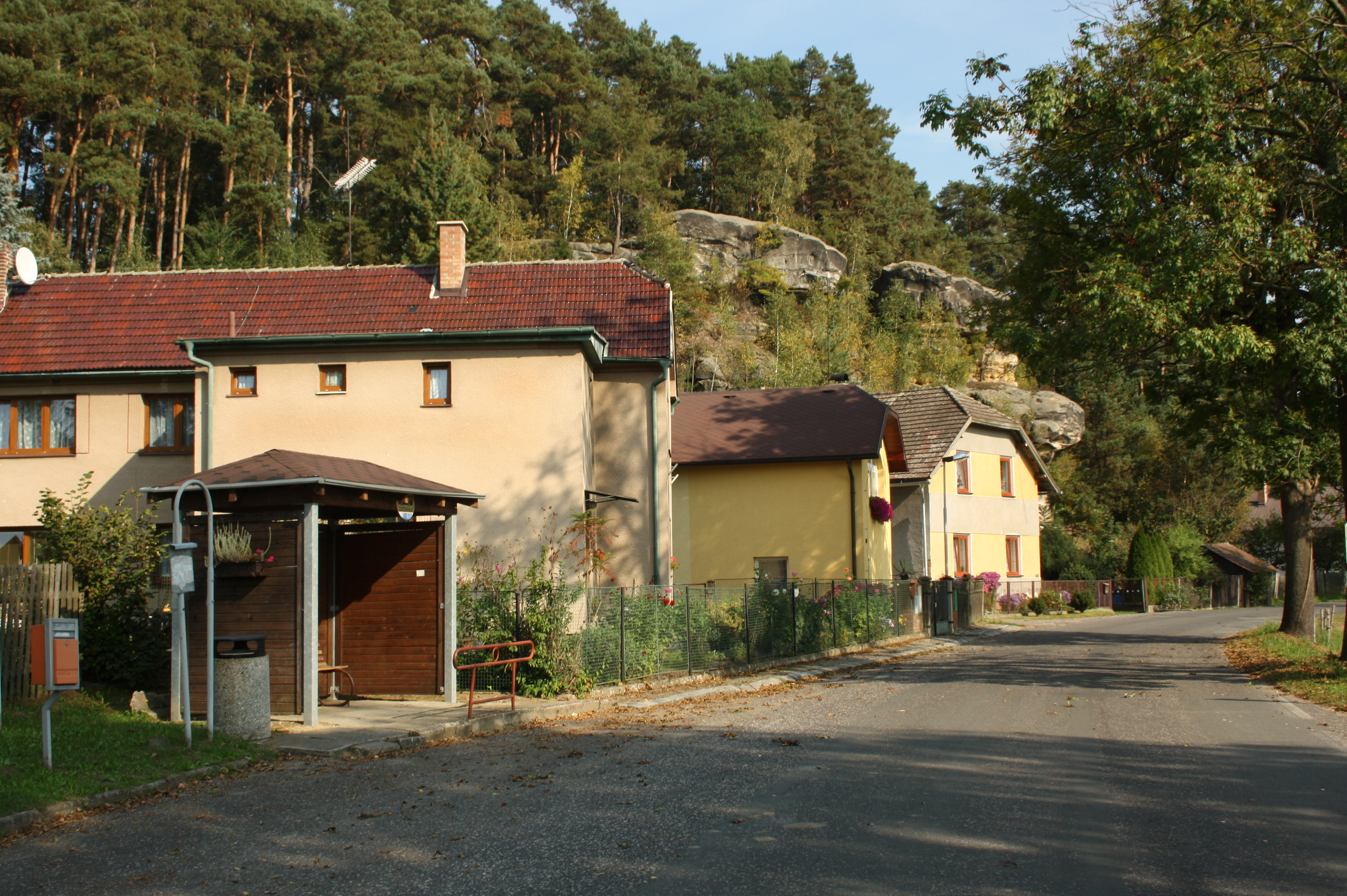
Skály na východě obce